# Hólmbert Friðjónsson
Hólmbert Aron Friðjónsson (* 19. April 1993 in Reykjavík) ist ein isländischer Fußballspieler. Der Mittelstürmer stand zuletzt bei Preußen Münster unter Vertrag.

## Karriere

### Verein
Hólmbert Friðjónsson spielte bis zum Jahr 2009 in der Jugend von HK Kópavogs. Sein erstes Profispiel bestritt er am 9. Mai 2010 beim 2:1-Sieg gegen ÍA Akranes in der zweiten isländischen Liga. Gegen KA Akureyri gelang ihm am 5. Spieltag der Saison sein erstes Tor als Fußballprofi. Im Juli 2011 wechselte er zu Fram Reykjavík in die erste isländische Liga. Sein erstes Spiel bestritt er am 18. Juli 2011 beim 1:0-Sieg gegen Víkingur Reykjavík. Für den Klub konnte er in drei Jahren in 43 Ligaspielen elf Tore erzielen. Der größte Erfolg war der Gewinn des Pokals in der Saison 2013. Für Fram Reykjavík war es der erste Pokalsieg nach 24 Jahren. Im Finale setzte sich das Team am 17. August 2013 mit 6:4 nach Elfmeterschießen gegen Stjarnan durch. Hólmbert Friðjónsson traf im Spiel doppelt.
Im Winter der Saison 2013/2014 wechselte er nach Schottland zu Celtic Glasgow und unterschrieb dort einen Vierjahresvertrag. Für die Schotten kam er jedoch nicht zum Einsatz. Im Sommer 2014 wechselte er auf Leihbasis nach Dänemark zu Brøndby IF. Sein Debüt in der Superliga gab er am 14. September 2014 bei der 0:2-Niederlage gegen Randers FC. Zwei Wochen später konnte er im Spiel gegen Esbjerg fB seinen ersten Treffer für seinen neuen Klub erzielen. Nachdem er zu Saisonbeginn elf Spiele für Brøndby gemacht hatte, in denen ihm ein Tor gelungen war, kam er in der Rückrunde nicht mehr zum Einsatz.
Im Sommer 2015 wechselte er zurück nach Island und schloss sich KR Reykjavík an. Dort spielte Hólmbert Friðjónsson erstmals in der 2. Runde der Europa-League-Qualifikation. Nachdem der Verein im Hinspiel mit 1:0 gegen Rosenborg BK gewinnen konnte, musste sich der Klub eine Woche später mit 0:3 geschlagen geben und schied aus. Seine Ligapremiere für seinen neuen Verein gab er am 19. Juli 2015 beim 3:1-Sieg gegen Hafnarfjördur, bei dem ihm ebenfalls ein Tor gelang. Am 30. Juni 2016 gelang ihm beim 2:1-Sieg gegen Glenavon in der 1. Runde der Qualifikation zur Europa League sein erstes Tor im Wettbewerb. Nachdem man in der ersten Runde gegen Glenavon mit 8:1 nach Hin- und Rückspiel gewinnen konnte, musste man sich in der zweiten Runde mit 5:4 nach beiden Spielen gegen Grasshoppers Zürich geschlagen geben. Mit Reykjavík konnte er 2016 den Ligapokal gewinnen. Im Finale setzte man sich gegen Víkingur Reykjavík mit 2:0 durch.
Während der Saison 2016 wurde er auf Leihbasis an Ligakonkurrent Stjarnan abgegeben, wo er am 4. August sein Debüt gab. Dort gelangen ihm in seiner ersten Saison in neun Spielen zwei Tore. Zur neuen Saison 2017 wechselte er fest zu Stjarnan. Nachdem er mit Stjarnan eine sehr erfolgreiche Saison gespielt hatte, in der er in 19 Spielen 11 Tore erzielen konnte, wechselte er nach Norwegen und schloss sich Aalesunds FK an. Sein Debüt in der 1. Division gab er am 3. April 2018 beim 0:0 gegen Sogndal IL. Seinen ersten Treffer konnte er am 3. Spieltag beim 4:0-Sieg gegen Florö SK erzielen. In seiner ersten Saison avancierte Hólmbert Friðjónsson zum Stammspieler und konnte in 28 Partien 18 Tore erzielen. In der Saison 2019 stieg er mit Aalesunds FK als Meister in die erste Liga auf. Sein erstes Spiel machte er am 16. Juni 2020 gegen Molde FK. Fünf Tage später konnte er gegen Kristiansund seinen ersten Treffer in der höchsten norwegischen Spielklasse feiern.
Am 5. Oktober 2020 wechselte er in die zweite italienische Liga und schloss sich Brescia Calcio an. Aufgrund einer Knöchelverletzung konnte er in der Hinrunde nicht eingesetzt werden. Sein Ligadebüt gab er am 16. Januar 2021 gegen AC Pisa. In den restlichen Spielen kam er nur als Einwechselspieler zum Einsatz.
Zur Saison 2021/2022 wechselte Hólmbert Friðjónsson in die zweite Bundesliga zu Holstein Kiel. Nach nur vier Einsätzen in der zweiten Liga und einem Spiel im DFB-Pokal wurde Hólmbert im Februar 2022 bis zum Jahresende an den norwegischen Erstligisten Lillestrøm SK ausgeliehen.
Zu Beginn der Saison 2024/2025 unterschrieb er, nach kurzer Vereinslosigkeit, bei Preußen Münster in der 2. Bundesliga. Nach der Saison verließ Hólmbert Friðjónsson Preußen Münster.

### Nationalmannschaft
Hólmbert Friðjónsson spielte für verschiedene U-Nationalmannschaften Islands. Sein erstes Spiel für die U-17 Islands bestritt er am 28. September beim 2:3 gegen Wales. Am 10. September wurde er beim 0:5 gegen Belgien erstmals für die U-21 Islands eingesetzt. Sein Debüt für die Nationalmannschaft gab er am 16. Januar 2015 beim 2:1-Sieg gegen Kanada. Drei Tage später konnte er, ebenfalls gegen Kanada, sein erstes Tor in der Nationalmannschaft erzielen.

## Erfolge
Fram Reykjavík
- Isländischer Pokalsieger: 2013

Celtic Glasgow
- Schottischer Meister: 2014
- Schottischer Meister: 2015
- Schottischer Ligapokalsieger: 2015

KR Reykjavík
- Isländischer Ligapokalsieger: 2016

Aalesunds FK
- Meister der 1. Division: 2019

Holstein Kiel
- Aufstieg in die Bundesliga: 2024